# Divisione di Cunningham
La divisione di Cunningham è una divisione elettorale australiana nello stato del Nuovo Galles del Sud. La divisione fu creata nel 1949 e dedicata ad Allan Cunningham, esploratore del Nuovo Galles del Sud e del Queensland. Si trova sulla costa del Nuovo Galles del Sud tra Sydney e Wollongong. Il seggio è sempre stato detenuto dai laburisti, tranne nel periodo tra il 2002 ed il 2004, quando per la prima volta i Verdi Australiani ottennero un seggio alla Camera dei rappresentanti.

## Deputati
| Deputato       | Deputato      | Partito   | Periodo   |
| -------------- | ------------- | --------- | --------- |
|                | Billy Davies  | Laburista | 1949–1956 |
| Victor Kearney | 1956–1963     | Laburista |           |
| Rex Connor     | 1963–1977     | Laburista |           |
| Stewart West   | 1977–1993     | Laburista |           |
| Stephen Martin | 1993–2002     | Laburista |           |
|                | Michael Organ | Verdi     | 2002–2004 |
|                | Sharon Bird   | Laburista | dal 2004  |